# Fiebre
Fiebre é o quarto álbum da banda de rock argentina Sumo. O álbum foi lançado em 1989 - postumamente à morte do vocalista e líder Luca Prodan, portanto - com o selo CBS.

## Faixas
1. Dejame en paz (versão de "Leave Me Alone" de Lou Reed. Gravada ao vivo no Teatro La Cova, em 27 de outubro de 1986) - 05:11
2. Cállate Mark (composta pela 1º formação da banda. Gravada ao vivo no Teatro La Cova, em  27 de outubro de 1986) - 05:02
3. Crua chan (Gravada ao vivo no Teatro La Cova, em 27 de outubro de 1986) - 02:48
4. Al repalazo (Gravada ao vivo no Teatro La Cova, em 27 de outubro de 1986) - 04:51
5. Fiebre (versão de "Fever", de Eddie Cooley e Otis Blackwell. Gravada em estúdio, em "las Sierras Grandes de Córdoba", em 1985) - 03:54
6. Brilla tu luz para mí (gravada em Hurlingham, 1986) - 02:46
7. Aquí vienen los blue jeans (gravada em Hurlingham, 1986) - 02:43
8. No más nada (gravada em Hurlingham, 1986) - 02:55
9. Cuerdas, gargantas y cables (gravada em las Sierras Grandes de Córdoba,1985) - 03:04
10. Pinini reggae (composta pela 1º formação da banda, e gravada em Buenos Aires) - 03:04

## Integrantes
- Luca Prodan: Voz.
- Ricardo Mollo: Guitarra.
- Germán Daffunchio: Guitarra.
- Diego Arnedo: Baixo e Teclados.
- Alberto Troglio: Bateria e Percussão.
- Roberto Pettinato: Saxofone.
- Alejandro Sokol: Voz, Baixo e Bateria.